# Un soir d'orage
Ne doit pas être confondu avec Soirs d'orage.
Pour plus de détails, voir Fiche technique et Distribution.
Un soir d'orage (titre original : Through the Wrong Door) est un film muet américain perdu réalisé par Clarence G. Badger et sorti en 1919.

## Synopsis
Une jeune femme rend visite à des amis mais sonne par erreur à la mauvaise adresse. Elle est accueillie et recueillie à l'abri de la tempête par un beau jeune homme qui la séduit immédiatement. Ce qu'elle ignore, cependant, c'est que ce jeune homme a été escroqué par son père et a juré de se venger de lui.

## Fiche technique
- Titre original : Through the Wrong Door
- Réalisation : Clarence G. Badger
- Scénario : Rex Taylor, d'après The Wrong Door de Jesse Lynch Williams
- Chef opérateur : Marcel Le Picard
- Production : Samuel Goldwyn pour Goldwyn Pictures Corporation
- Distribution : Goldwyn Distributing Company
- Genre : Comédie
- Durée : 50 minutes
- Dates de sortie :
  - États-Unis : 6 juillet 1919
  - France : 7 juillet 1922

## Distribution

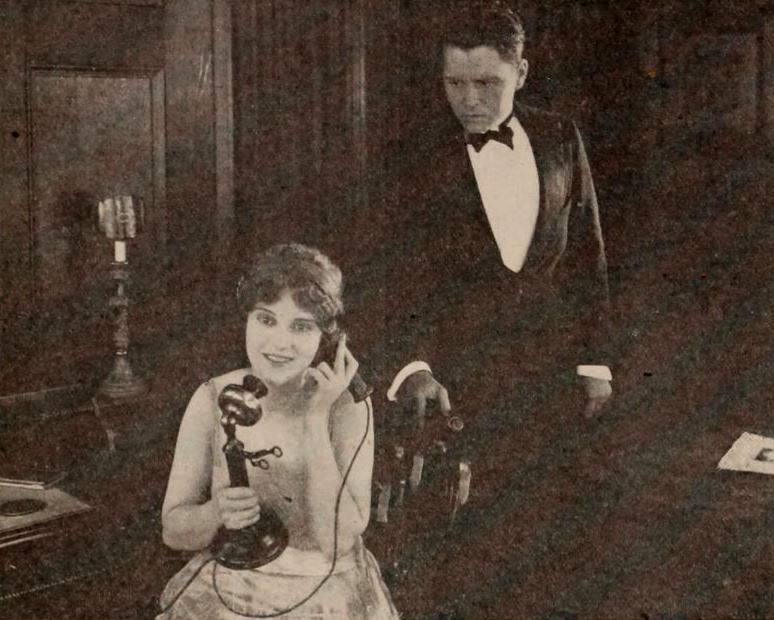
Madge Kennedy et John Bowers dans une scène du film.

- Madge Kennedy : Isabel Carter
- John Bowers : Burt Radcliffe
- Herbert Standing : Haskell Carter
- J.B. Manly : Gerald Hopkins
- Robert Kortman : James
- Kate Lester : Mrs. Carter
- Beulah Peyton : Mrs. Lippin
- Betty Schade : Vera Lippin